# Wilson Aguiar Filho
Wilson Aguiar Filho (Rio de Janeiro, 25 de dezembro de 1951 — Rio de Janeiro, 23 de agosto de 1991) foi um autor de telenovelas e jornalista brasileiro. Considerado uma das grandes promessas da década de 1980, morreu precocemente de broncopneumonia aos 39 anos. Era primo da também autora Gloria Perez e filho do ator Wilson Aguiar.

## Biografia
Formado em jornalismo, foi repórter de jornais como O Globo e escreveu histórias em quadrinhos para a Rio Gráfica Editora. Sua estreia na televisão aconteceu em 1978, no seriado Kika e Xuxu, junto de Juarez Machado. No ano seguinte, escreveu sua primeira telenovela: Memórias de Amor, adaptando O Ateneu de Raul Pompéia. Em 1980, fez sua segunda telenovela, Marina, com direção geral de Herval Rossano, seguida por O amor é nosso, sua estreia no horário das 19h, em 1981. 
No ano seguinte, foi contratado pela Rede Bandeirantes para terminar Os Imigrantes, que não pôde ser escrito pelo autor Benedito Ruy Barbosa.
Ainda na Bandeirantes, escreveu a última produção da emissora por muitos anos: Maçã do Amor, de 1983. Em 1984, foi contratado pela recém-inaugurada Rede Manchete e escreveu a primeira produção teledramatúrgica da emissora, a minissérie Marquesa de Santos, com Maitê Proença. Em 1986 escreveu o primeiro grande êxito da emissora, Dona Beija, um sucesso de audiência e crítica. Em 1987 supervisionou Corpo Santo, novela de José Louzeiro. Em 1988 escreveu para a Globo, as minissériesAbolição e República. Seu último trabalho foi o sucesso
da Manchete Kananga do Japão (1989), protagonizada por Christiane Torloni. 
No ano de 2010, o Canal RCN Televisión da Colômbia produziu a novela 'Doña Bella', uma livre adaptação de Dona Beija.

## Morte
Wilson Aguiar Filho faleceu de Broncopneumonia aos 39 anos, no Rio de Janeiro.

## Obras

### Telenovelas
| Ano  | Título                          | Função              | Emissora      | Parceiros titulares  |
| ---- | ------------------------------- | ------------------- | ------------- | -------------------- |
| 1979 | Memórias de Amor                | Autor               | Rede Globo    |                      |
| 1980 | Marina                          | Autor               | Rede Globo    |                      |
| 1981 | O Amor É Nosso                  | Autor               | Rede Globo    | Roberto Freire       |
| 1981 | Os Imigrantes                   | Colaborador         | Band          | Benedito Ruy Barbosa |
| 1982 | Os Imigrantes: Terceira Geração | Autor               | Band          |                      |
| 1983 | Maçã do Amor                    | Autor               | Band          |                      |
| 1986 | Dona Beija                      | Autor               | Rede Manchete |                      |
| 1987 | Corpo Santo                     | Supervisor de texto | Rede Manchete | José Louzeiro        |
| 1988 | Olho por Olho                   | Supervisor de texto | Rede Manchete | José Louzeiro        |
| 1989 | Kananga do Japão                | Autor               | Rede Manchete |                      |

### Minisséries e séries
| Ano  | Título             | Função | Emissora      | Parceiros titulares     |
| ---- | ------------------ | ------ | ------------- | ----------------------- |
| 1978 | Kika e Xuxu        | Autor  | Rede Globo    | Luis Fernando Verissimo |
| 1984 | Marquesa de Santos | Autor  | Rede Manchete |                         |
| 1987 | A Rainha da Vida   | Autor  | Rede Manchete | Leila Miccolis          |
| 1988 | Abolição           | Autor  | Rede Globo    |                         |
| 1988 | República          | Autor  | Rede Globo    |                         |